# Rainelle (Virginia Occidental)
Rainelle es un pueblo ubicado en el condado de Greenbrier en el estado estadounidense de Virginia Occidental. En el Censo de 2010 tenía una población de 1505 habitantes y una densidad poblacional de 520,22 personas por km².

## Geografía
Rainelle se encuentra ubicado en las coordenadas 37°58′5″N 80°46′15″O / 37.96806, -80.77083. Según la Oficina del Censo de los Estados Unidos, Rainelle tiene una superficie total de 2.89 km², de la cual 2.89 km² corresponden a tierra firme y (0.27%) 0.01 km² es agua.

## Demografía
Según el censo de 2010, había 1505 personas residiendo en Rainelle. La densidad de población era de 520,22 hab./km². De los 1505 habitantes, Rainelle estaba compuesto por el 96.88% blancos, el 0.66% eran afroamericanos, el 0.2% eran amerindios, el 0.27% eran asiáticos, el 0% eran isleños del Pacífico, el 0.27% eran de otras razas y el 1.73% pertenecían a dos o más razas. Del total de la población el 0.73% eran hispanos o latinos de cualquier raza.